# DC Universe (servicio de streaming)
DC Universe fue un servicio de video por demanda operado por DC Entertainment y Warner Bros. Digital Networks. Se anunció en abril de 2017, con el título y servicio formalmente anunciados en mayo de 2018. El servicio incluye programación de televisión original, acceso a determinadas series animadas y películas del catálogo de DC, una selección rotativa de historietas de DC Comics, espacio de discusión del foro y tienda de mercancías. DC Universe se lanzó en estado beta a fines de agosto de 2018, con puesta en operación completa el 15 de septiembre de 2018.
En agosto de 2020, se reveló que toda la programación original restante en el servicio finalmente se trasladaría a HBO Max, y al mes siguiente, DC anunció que el servicio se cerró como una plataforma de vídeo on demand, siendo reemplazado por DC Universe Infinite, únicamente como un servicio de suscripción de cómics digitales.

## Historia y desarrollo
En abril de 2017, DC Universe fue anunciado como un servicio de televisión sin nombre que contendría programación original. Su título fue anunciado en mayo de 2018. Al mes siguiente se anunció que el servicio se lanzaría a finales de 2018 con una versión beta disponible para seleccionar usuarios en agosto de 2018. También se revelaron las características del servicio más allá de la programación original, incluyendo el acceso a películas y series tanto animadas como de acción en vivo del catálogo de DC Comics y, durante un período de tiempo, una selección rotativa de cómics, foros de debate, una tienda de mercancías y una enciclopedia de DC. Sam Ades, el gerente general y vicepresidente sénior de Warner Bros. Digital Network, administrará el servicio.
Los primeros anuncios de la programación del servicio, Titans y la serie animada Young Justice: Outsiders, se revelaron en abril de 2017. En noviembre del mismo año fue anunciada otra serie animada de media hora protagonizada por Harley Quinn. En enero de 2018, se anunció una serie de precuelas de Superman titulada Metropolis centrada en Lois Lane y Lex Luthor. En mayo de 2018 se anunciaron las series de acción en vivo Swamp Thing y Doom Patrol, mientras que Metropolis se estaba rediseñando. En julio se anunció Stargirl, serie que presentará también miembros adicionales de la Sociedad de la Justicia de América.

## Disponibilidad
En la actualidad desde 26 de octubre de 2021 todo su contenido está dentro de HBO Max.
DC Universe fue lanzado en Estados Unidos el 15 de septiembre de 2018, y está disponible para los sistemas iOS, Android, Roku, Apple TV y Android TV, además del acceso vía web y web móvil. Cada subscripción al servicio puede ser utilizada por dos dispositivos a la vez. El servicio estuvo disponible para una pre-subscripción el 19 de julio de 2018 mientras que una versión beta del mismo estaba disponible para algunos usuarios en agosto de 2018.

## Programación

### Ordenadas
| Título                   | Género      | Lanzamiento              |
| Live-action              | Live-action | Live-action              |
| ------------------------ | ----------- | ------------------------ |
| DC Daily                 | Noticias    | 15 de septiembre de 2018 |
| Titans                   | Acción      | 12 de octubre de 2018    |
| Titans                   | Acción      | 6 de septiembre de 2019  |
| Doom Patrol              | Acción      | 15 de febrero de 2019    |
| Doom Patrol              | Acción      | 25 de junio de 2020      |
| Swamp Thing              | Terror      | 31 de mayo de 2019       |
| Stargirl                 | Acción      | 18 de mayo de 2020       |
| Animación                |             |                          |
| Young Justice: Outsiders | Superhéroes | 4 de enero de 2019       |
| Harley Quinn             | Comedia     | 29 de noviembre de 2019  |
| Harley Quinn             | Comedia     | 3 de abril de 2020       |

### Películas y series de televisión
En el lanzamiento el servicio incluyó las cuatro películas de Christopher Reeve Superman, Batman Begins, The Dark Knight, las series animadas Batman: The Animated Series, Static Shock, Young Justice, Teen Titans, las series de televisión en vivo Lois & Clark: The New Adventures of Superman y Wonder Woman, esta última remasterizada en alta definición. También incluye películas de animación como Justice League: The Flashpoint Paradox, Green Lantern: First Flight y Wonder Woman.